# (29422) 1997 AH21
1997 أي إتش 21 (ويعرف أيضًا باسم (29422) 1997 أي إتش 21 وفق تسمية الكوكب الصغير) (بالإنجليزية: 1997 AH21)‏ هو كويكب ضمن حزام الكويكبات؛ وترتيبه 29422 من حيث الاكتشاف.
اكتُشف هذا الجُرم الفلكي بواسطة هيروشي كانيدا في 9 يناير 1997.

## وصلات خارجية
- (29422) 1997 AH21 في قاعدة بيانات مختبر الدفع النفاث لأجرام النظام الشمسي الصغيرة

- الاكتشاف · مخطط المدار ·  العناصر المدارية · المعلمات المادية

- (29422) 1997 AH21 على موقع ويكي سكاي: DSS2, SDSS, GALEX, IRAS, Hydrogen α, X-Ray, Astrophoto, Sky Map, Articles and images